# Canton du Mans-Nord-Ouest
Le canton du Mans-Nord-Ouest est une ancienne division administrative française située dans le département de la Sarthe et la région Pays de la Loire.

## Géographie
Ce canton était organisé autour du Mans dans l'arrondissement du Mans. Son altitude variait de 38 m (Le Mans) à 148 m (La Bazoge) pour une altitude moyenne de 70 m.

## Représentation
Le canton du Mans-Nord-Ouest a été créé en 1967 (décret du 8 août 1967) en divisant les trois anciens cantons de Mans.

### Conseillers généraux du canton du Mans Nord-Ouest (de 1967 à 2015)
| Période | Période          | Identité              | Étiquette | Qualité |
| ------- | ---------------- | --------------------- | --------- | --- |
| 1967    | 1979             | Jacques Maury         | UCDP (CD) | Chirurgien, maire du Mans (1965-1977), sénateur (1968-1977)                                                |
| 1979    | 1985             | Jacques Jusforgues    | PS        | Inspecteur à la répression des fraudes, adjoint au maire du Mans (1977-2008)                               |
| 1985    | 1998             | Daniel Cabaret        | DVD       | Directeur administratif, maire de La Bazoge (1971-1995), député suppléant de Gérard Chasseguet (1988-1993) |
| 1998    | 2008 (démission) | Marietta Karamanli    | PS        | Professeur du secondaire, députée depuis 2007                                                              |
| 2008    | 2015             | Christiane N'Kaloulou | PS        | Psychologue clinicienne, conseillère municipale du Mans                                                    |

Christiane N'Kaloulou est élue le 29 juin 2008, à la suite de la démission pour cumul de mandats de Marietta Karamanli, dans ce canton conquis par la gauche en 1998.
Le canton participe à l'élection du député de la première circonscription de la Sarthe.

### Conseillers généraux de l'ancien3ecantondu Mans (de 1833 à 1967)
| Période | Période      | Identité                                 | Étiquette          | Qualité |
| ------- | ------------ | ---------------------------------------- | ------------------ | --- |
| 1833    | 1839         | Alexandre Hippolyte Chaillou (1791-1843) |                    | Ancien officier, maire d'Yvré-l'Évêque |
| 1839    | 1848         | Ariste Jacques Trouvé-Chauvel            | Républicain modéré | Négociant, directeur de banque au Mans, représentant du peuple (1848-1849), préfet, ministre                                                                               |
| 1848    | 1861         | Charles Thoré                            |                    | Négociant, président du tribunal de commerce du Mans |
| 1861    | 1871         | Henri Cohin                              |                    | Propriétaire, manufacturier, marchand de nouveautés au Mans |
| 1871    | 1886         | Louis Cordelet                           | Républicain        | Juge de paix, sénateur (1882-1923), maire du Mans (1878-1888), président du conseil général                                                                                |
| 1886    | 1888 (décès) | Félix Bouriat                            | Droite             | Maire de Changé |
| 1888    | 1892         | Léopold Paignard                         | Droite             | Maire de Savigné-l'Évêque jusqu'en 1898 |
| 1892    | 1896 (décès) | André Marie Édouard Vilfeu               | Boulangiste        | Magistrat puis avocat, conseiller municipal du Mans, député (1889-1893) |
| 1896    | 1913 (décès) | Adrien Tironneau                         | Rad.               | Propriétaire au Mans |
| 1914    | 1922         | André Lebert                             | Rad.               | Avocat, sénateur (1909-1942), maire de Changé, président du conseil général (1918-1922)                                                                                    |
| 1922    | 1927 (décès) | Henri Barbin                             | SFIO               | Ajusteur à la gare du Mans, député (1924-1926) |
| 1927    | 1940         | Henri Lefeuvre                           | SFIO puis PRS      | Instituteur puis directeur d'école, maire du Mans (1938-1941) |
|         |              |                                          |                    | |
| 1945    | 1949         | Marie Oyon                               | SFIO               | Agent général d'assurances au Mans, députée (1945), sénatrice (1946-1948)                                                                                                  |
| 1949    | 1955         | René Hilleret                            | RPF puis ARS       | Enseignant, ancien inspecteur d'académie de la Sarthe (1935-1941 et 1944-1945), puis inspecteur général de la Jeunesse et des Sports, adjoint au maire du Mans (1947-1965) |
| 1955    | 1967         | Jacques Maury                            | UCDP (MRP)         | Chirurgien, maire du Mans (1965-1977), sénateur (1968-1977) |

### Conseillers d'arrondissement du3ecantondu Mans (de 1833 à 1940)
| Période                                  | Période      | Identité                          | Étiquette | Qualité |
| ---------------------------------------- | ------------ | --------------------------------- | --------- | --- |
| 1833                                     |              | Pierre Marin Dagoneau (1775-1856) |           | Juge de paix au Mans                                                                                        |
|                                          |              |                                   |           | |
| 1919                                     | 1931         | M. Bacquet                        |           | |
| 1931                                     | 1938 (décès) | Léon Guet (1885-1938)             | SFIO      | Restaurateur, gérant de coopérative, conseiller municipal du Mans                                           |
| 1938                                     | 1940         | René Lebrun                       | SFIO      | Professeur, ancien maire du Mans (1936-1938)                                                                |
| 1940                                     |              |                                   |           | Les conseils d'arrondissement ont été suspendus par la loi du 12 octobre 1940 et n'ont jamais été réactivés |
| Les données manquantes sont à compléter. |              |                                   |           | |

## Composition
Le canton du Mans-Nord-Ouest comptait 37 759 habitants en 2012 (population municipale) et regroupait sept communes, dont une partie du Mans :
- Aigné ;
- La Bazoge ;
- La Chapelle-Saint-Aubin ;
- Le Mans (fraction) ;
- La Milesse ;
- Saint-Saturnin ;
- Trangé.

À la suite du redécoupage des cantons pour 2015, la commune de La Bazoge est rattachée au canton de Bonnétable, les communes d'Aigné, La Chapelle-Saint-Aubin, La Milesse et Saint-Saturnin à celui du Mans-2, la commune de Trangé à celui du Mans-7 et la commune du Mans est répartie entre sept cantons (Le Mans-1 à Le Mans-7).
La commune de Saint-Pavin-des-Champs, absorbée en 1855 par Le Mans, était la seule commune supprimée, depuis la création des communes sous la Révolution, incluse (presque intégralement) dans le territoire du canton du Mans-Nord-Ouest,.

## Démographie
| 1968 | 1975 | 1982 | 1990   | 1999   | 2006   | 2011   | 2012   |
| ---- | ---- | ---- | ------ | ------ | ------ | ------ | ------ |
| -    | -    | -    | 29 420 | 32 779 | 35 791 | 37 511 | 37 759 |